# 미실레니체군

마워폴스카주 지도에 표시된 미실레니체군의 위치

미실레니체군(폴란드어: powiat myślenicki)은 폴란드 마워폴스카주에 위치한 군으로 군청 소재지는 미실레니체이며 면적은 673.3km2, 인구는 116,793명(2006년 기준), 인구 밀도는 170명/km2이다.
북쪽으로는 크라쿠프군, 비엘리치카군, 동쪽으로는 보흐니아군, 리마노바군, 남쪽으로는 노비타르크군, 서쪽으로는 수하군, 바도비체군과 접한다. 9개 지방 자치체(3개 도시형 농촌, 6개 농촌)를 관할한다.

군기
군 문장